# Вселенная DC (медиафраншиза)
«Вселе́нная DC» (англ. DC Universe; сокр. — DCU) — американская медиафраншиза и общая вселенная, основанная на персонажах из комиксов DC Comics. Она была создана Джеймсом Ганном и Питером Сафраном, которые являются сопредседателями и руководителями DC Studios. Франшиза представляет собой мягкий перезапуск Расширенной вселенной DC (DCEU), кинофраншизы, в которой присутствуют персонажи DC. DCU сохраняет некоторых актёров и элементы истории DCEU, и при этом заменяет другие. В отличие от предыдущих экранизаций DC Comics, в DCU присутствует единая непрерывность в повествовании, в которую входят игровые фильмы и телесериалы, анимация и видеоигры. Параллельно выходящие адаптации DC, которые не вписываются в эту непрерывность, выпускаются под лейблом «DC Elseworlds».
После слияния Discovery Inc. и WarnerMedia в Warner Bros. Discovery (WBD), генеральный директор Дэвид Заслав раскрыл план по возрождению бренда DC после плохого приёма некоторых фильмов DCEU. Ганн и Сафран были наняты, чтобы руководить недавно созданной DC Studios в ноябре 2022 года после работы над несколькими проектами DCEU, включая фильм «Отряд самоубийц: Миссия навылет» (2021) и его сериальный спин-офф «Миротворец» (2022 — наст. время). Пара провела несколько месяцев с группой сценаристов, разрабатывая общий сюжет для новой продолжительности DC, в которой сочетаются популярные и малоизвестные персонажи DC. Некоторые проекты DCEU, находившиеся в разработке, были заброшены в пользу новых работ, в то время как другие (включая «Миротворца») продолжились в рамках новой франшизы. Ганн и Сафран хотели больше внимания уделить повествованию, а не заставлять создателей выпускать свои проекты до определённых дат релиза.
История DCU разделена на главы, начиная с главы «Боги и монстры», которая начнётся в 2024 году с мультсериала «Монстры-коммандос». Ганн и Сафран назвали кинокартину «Супермен» (2025) истинным началом DCU.

## Предыстория

### Расширенная вселенная DC
К концу 2012 года считалось, что Warner Bros. Pictures «отстаёт» от конкурирующей компании Marvel Studios и их общей вселенной супергероев, «Кинематографической вселенной Marvel» (КВМ). Warner Bros. начала планировать разработку «Человека из стали» (2013), основанного на персонаже DC Comics Супермене, чтобы создать свою собственную общую вселенную, которая стала известна как «Расширенная вселенная DC» (DCEU). Они анонсировали полный список фильмов в октябре 2014 года. Режиссёр «Человека из стали» Зак Снайдер должен был стать режиссёром картин «Бэтмен против Супермена: На заре справедливости» (2016) и «Лига справедливости» (2017), а также были запланированы спин-оффы про участников Лиги справедливости и других персонажей DC.
«История DC довольно запутана. Есть вселенная „Стрелы“. Есть DCEU, которая затем разделилась и в какой-то момент стала „Лигой справедливости“ Джосса Уидона, а в другой — стала вселенной Снайдера. Был ещё „Супермен и Лоис“, есть вселенная Ривза… мы пришли и сняли [„Отряд самоубийц: Миссия навылет“], после чего появился „Миротворец“, и внезапно Бэт-Майт стал реальным… Никому не было никакого дела, они просто раздавали интеллектуальную собственность, как будто это были сувениры для вечеринки, любым создателям, которые им улыбались».
«Бэтмен против Супермена» не оправдал ожиданий Warner Bros. и получил негативные отзывы от фанатов и критиков из-за своего мрачного тона. Warner Bros. чувствовали, что они больше не могут держать Снайдера на «длинном поводке», который был у него в «Человеке из стали» и «Бэтмене против Супермена», и реорганизовали будущие проекты DC в рамках нового подразделения DC Films. Исполнительный директор Джон Берг и автор комиксов Джефф Джонс должны были руководить DC Films и хотели сделать «Лигу справедливости» более оптимистичной и обнадёживающей. Студию не удовлетворили их усилия и в итоге был нанят Джосс Уидон для переписывания сценария и пересъёмок фильма. Снайдер покинул проект после смерти своей дочери в марте 2017 года, а Уидон завершил фильм со значительными изменениями. В конце концов «Лига справедливости» стала ещё одним критическим и коммерческим разочарованием для Warner Bros., и студия вновь переосмыслила свой подход к DC в конце 2017 года. После провала фильма Warner Bros. встретилась с президентом Marvel Studios Кевином Файги, чтобы обсудить возможность того, чтобы он возглавил DC. Файги, по-видимому, был заинтересован в этой идеей, но переговоры, как сообщается, «провалились». Берг и Джонс покинули DC Films, и запланированный спин-офф о Бэтмене был переработан в фильм режиссёра Мэтта Ривза «Бэтмен» (2022), который не входил в DCEU. Позже Ривз разрабатывал сериальный спин-офф этого фильма, который был сосредоточен на Департаменте полиции Готэм-Сити, что к марту 2022 года привело к работе над новой идеей, основанной на лечебнице Аркхэм.
Warner Bros. намеревалась сделать так, чтобы будущие фильмы DCEU стали более автономными, в отличие от их предыдущего взаимосвязанного плана. Уолтер Хамада был назначен новым президентом DC Films в январе 2018 года. В октябре того же года Джеймс Ганн был нанят в качестве сценариста и режиссёра фильма «Отряд самоубийц: Миссия навылет» (2021), самостоятельного продолжения более раннего фильма DCEU «Отряд самоубийц» (2016), в котором сохранились некоторые актёры, но в остальном рассказывалась новая история. Он работал с продюсером Питером Сафраном, который также был продюсером фильмов DCEU «Аквамен» (2018) и «Шазам!» (2019). В мае 2020 года Warner Bros. и Снайдер объявили, что его оригинальное видение «Лиги справедливости» будет выпущено на стриминговом сервисе HBO Max как «Лига справедливости Зака Снайдера» (2021). К концу 2020 года Хамада планировал выпустить телесериальные спин-оффы DCEU для HBO Max, включая спин-офф «Отряда самоубийц» Ганна под названием «Миротворец» (2022 — наст. время). На тот момент в дополнение к различным кинопроектам существовало около 25 других игровых и анимационных сериалов DC. Хамада планировал соединить всё это с помощью мультивселенной, представленной в фильме «Флэш» (2023).

### Warner Bros. Discovery
В апреле 2022 года Discovery Inc. и материнская компания Warner Bros., WarnerMedia, объединились, чтобы стать Warner Bros. Discovery (WBD), возглавлять которую начал президент и генеральный директор Дэвид Заслав. Ожидалось, что новая компания проведёт реструктуризацию DC Entertainment таким образом, чтобы подразделения кино, телевидения и видеоигр компании могли быть объединены. Ещё до завершения слияния Заслав начал встречаться с кандидатами на пост главы DC, включая исполнительного директора Эмму Уоттс, в надежде найти эквивалент президенту Marvel Studios Кевину Файги. Несмотря на некоторые недавние успехи с фильмами и сериалами DC, Заслав и WBD сочли, что DC не хватает «последовательной креативной стратегии и стратегии бренда», и что они недостаточно используют ключевых персонажей, таких как Супермен. У Хамады всё ещё был контракт до 2023 года, и его сторонники считали, что Заслав недостаточно высоко оценивает его планы и успехи в DC. В июне Заслав объявил, что DC Films будет отделена от Warner Bros. в структуре WBD, но будет контролироваться сопредседателями Warner Bros. Майклом Де Лукой и Памелой Абди, пока не будет назначен новый глава DC.
В начале августа WBD объявила, что больше не планирует выпускать фильм DC «Бэтгёрл» на HBO Max или в кино, решив, что он «просто не работает» и шёл вразрез с мандатом Заслава снимать фильмы DC как «крупное кинотеатральное событие». Вскоре после этого Заслав сказал, что ему нужен новый план для фильмов DC длиною в 10 лет, и он заручился помощью исполнительного директора Disney Алана Ф. Хорна в поиске нового лидера для DC. По сообщениям, Хамада был расстроен отменой «Бэтгёрл» и пытался уйти из DC Films, но Де Лука и Абди убедили его остаться до выхода «Чёрного Адама» в октябре 2022 года. Примерно в это же время Генри Кавилл вернулся к своей роли Супермена из «Человека из стали» в качестве камео в «Чёрном Адаме». Это действие было вопреки желанию Хамады и было одобрено Де Лукой и Эбби, когда к ним напрямую обратился звезда «Чёрного Адама» Дуэйн Джонсон. Джонсон начал продвигать идею фильма о противостоянии Чёрного Адама и Супермена, где вместе с ним одну из главных ролей исполнил бы Кавилл в будущем, а Warner Bros. стремилась сделать продолжение «Человека из стали» с Кавиллом в главной роли. В конце августа продюсер Дэн Лин появился в качестве потенциального кандидата на пост главы DC, но через несколько недель прекратил переговоры. Тодд Филлипс, режиссёр отдельного фильма DC «Джокер» (2019), также рассматривался на эту роль, но оставался сосредоточенным на режиссуре продолжения «Джокер: Безумие на двоих» (2024).

## Разработка

### DC Studios и первоначальные разработки
Джеймс Ганн и Питер Сафран были объявлены сопредседателями и соруководителями недавно созданной DC Studios в конце октября 2022 года и должны были сменить Хамаду 1 ноября. Это считалось шокирующим и беспрецедентным решением — чтобы такой известный режиссёр, как Ганн, занял высшую руководящую должность на киностудии. Ожидалось, что Ганн сосредоточится на творческой стороне компании, в то время как Сафран сосредоточится на бизнесе и производстве, и, как сообщается, их сделка была рассчитана на четыре года. Ожидалось, что Ганн и Сафран продолжат работать как режиссёр и продюсер проектов, соответственно, в дополнение к своим новым ролям, хотя другие проекты будут исключительно с WBD. Они будут подчиняться непосредственно Заславу и тесно сотрудничать с Де Лукой и Абди. Через неделю после получения своих новых ролей пара заявила, что они начали работать с группой сценаристов над разработкой плана длиною в 8-10 лет для новой Вселенной DC (DCU). Заслав сказал, что они начали работу над библией для будущих проектов DC, которая скоро будет завершена. Он также сказал, что новый план будет имитировать модель Marvel, предусматривающую единый подход к каждому персонажу, особенно выделяя новые подходы к Бэтмену и Супермену. К середине ноября Ганн уже приступил к написанию сценария для нового фильма DC, в то время как Сафран «чинил» предстоящий фильм «Аквамен и потерянное царство» (2023). В тот момент, когда нанимали Ганна и Сафрана, Антонио Кампос разрабатывал сериал Ривза про Аркхэм для DCU.
В начале декабря Ганн и Сафран завершали работу над своими планами в преддверии встречи с Заславом. Стало известно, что Пэтти Дженкинс больше не будет разрабатывать продолжение своих фильмов DCEU «Чудо-женщина» (2017) и «Чудо-женщина 1984» (2020) после того, как Ганн и Сафран сказали ей, что такой фильм не вписывается в их новые планы. В то время циркулировали различные слухи о новых планах, в том числе о том, что DCU станет полным перезапуском DCEU, где не будет актёров, нанятых Снайдером, что фильмы Мэтта Ривза про Бэтмена будут интегрированы с DCU, и что исполнителю роли Аквамена, Джейсону Момоа, дадут роль персонажа Лобо после «Аквамена и потерянного царства». Эти откровения и слухи вызвали опасения в индустрии и среди фанатов DC по поводу направления, в котором Ганн и Сафран развивают франшизу, и Ганн выступил с заявлением, в котором говорилось, что они «шли в неспокойную среду» и будет «неизбежный переходный период, поскольку мы переходим к рассказыванию целостной истории, охватывающей фильмы, телевидение, анимацию и игры». Неделю спустя Ганн объявил, что у них с Сафраном есть список проектов, «готовых к работе», и более подробная информация будет представлена в 2023 году, но он всё же сообщил, что он пишет сценарий к новому фильму про Супермена, где в главной роли не будет Кавилла. Также было подтверждено, что Бен Аффлек в дальнейшем не вернётся к своей роли Бэтмена из DCEU. Ганн и Сафран обсуждали с Кавиллом и Аффлеком возвращение в DCU, чтобы Кавилл исполнил роль нового персонажа, а Аффлек стал режиссёром одного из проектов, хотя Аффлек позже заявил, что не заинтересован в режиссуре проекта DCU.

### Глава первая: Боги и монстры
В январе 2023 года сообщалось, что DCU является «широкой, но не полной перезагрузкой» DCEU. 31 января Ганн и Сафран представили первые проекты из списка DCU. Они рассказали о сценаристах, которые работали с ними над общей историей для DCU: Дрю Годдард, Джереми Слейтер, сценаристка «Флэша» Кристина Ходсон, Кристал Генри и автор комиксов Том Кинг. Сценаристы черпали вдохновение для своей новой вселенной из франшизы «Звёздные войны», в которой есть «разные времена, разные места, разные вещи», а также из сериала «Игра престолов» (2011—2019) и его морально сложных персонажей. Группа запланировала две «главы» истории для плана длиной в 8-10 лет, с возможностью создания дополнительных глав после этого. Первая глава получила название «Боги и монстры», а первыми пятью фильмами главы стали «Супермен: Наследие» (позже переименованный в «Супермен»), «Авторитеты», «Отважный и смелый», «Супергёрл: Женщина завтрашнего дня» (позже переименованная в «Супергёрл») и «Болотная тварь». Первыми пятью телесериалами главы стали «Монстры-коммандос», «Уоллер», «Фонари», «Потерянный рай» и «Бустер Голд». Любые проекты DC, которые не вписываются в общую вселенную, будут выпущены под лейблом «DC Elseworlds». Ганн отметил, что этот список объединил «бриллиантовых персонажей» DC, таких как Бэтмен, Супермен и Чудо-женщина, с менее известными персонажами, которые, как они надеялись, станут столь же популярными. Он решил не пересказывать истории происхождения Бэтмена и Супермена, потому что «их и так все знают», и отверг предположение о том, что DCU сосредоточится на «нишевых» персонажах, которые интересуют только фанатов комиксов.
Ганн сказал, что «Флэш» «переустановит» непрерывность DCEU, что сделает DCU «мягким перезапуском», который сохранит определённых актёров и элементы DCEU и заменит другие. Ганн и Сафран отбирали в основном те элементы, которые переносятся от актёров. Ганн и Сафран ожидали, что одни и те же актёры будут играть персонажей в разных жанрах, включая анимацию. Они сказали, что Виола Дэвис (Аманда Уоллер) и Джон Сина (Миротворец) вернутся к своим ролям из «Миссии навылет» и «Миротворца» в DCU, и «грубая память» о событиях этих проектов останется. Конкретные моменты из DCEU считаются каноническими для DCU, если на них есть прямые отсылки в проекте от DCU. Помимо Дэвис и Сины также существовал потенциал для того, чтобы Момоа, Галь Гадот (Чудо-женщина), Эзра Миллер (Флэш) и Закари Ливай (Шазам) также вернулись к своим ролях, но к январю 2023 года решения по этим персонажам ещё не были приняты. Ни один актёр не станет играть сразу нескольких персонажей, поэтому, если бы они выбрали Момоа на роль Лобо, он не стал бы изображать Аквамена в DCU; Момоа позже получил эту роль в DCU. Ганн добавил, что выходивший на тот момент DCEU «Синий Жук» (2023) был «отсоединён» от предыдущих работ DCEU и может стать частью DCU, что было подтверждено режиссёром фильма Анхелем Мануэлем Сото, который сказал, что он является частью планов на будущее DCU. Вскоре Ганн и Сафран пояснили, что Хайме Рейес / Синий Жук в исполнении Шоло Маридуэньи будет продолжать появляться в DCU, но сам фильм будет самостоятельным. В июле 2023 года, после кассового провала фильма DCEU «Шазам! Ярость богов», Ливай усомнился в своём возвращении в DCU. В следующем месяце Гадот заявила, что будет работать над новым фильмом о Чудо-женщине вместе с Ганном и Сафраном, но вскоре стало известно, что это не так. Пока не было принято никакого решения о том, будет ли Гадот исполнять свою роль в DCU. В октябре 2023 года «Variety» сообщило, что ни один из актёров «Лиги справедливости» не вернётся к своим ролям в DCU.
Сафран сказал, что они проявляли гибкость в отношении порядка выпуска каждого проекта, хотя были некоторые проекты, имеющие ключевое значение для общей истории, которые необходимо было выпускать в определённом порядке. Он добавил, что они намеревались выпускать по два фильма и два сериала HBO Max в год. Ганн считал, что «привязанность студий к датам» является проблемой всей отрасли, и хотел сосредоточиться на том, чтобы хорошо написать сценарии для каждого проекта, прежде чем запускать их в производство. Он отметил, что то же самое произошло с «Миссией навылет» и что фильм не требовал никаких пересъёмок в отличие от других проектов DCEU. Сравнивая DCU с КВМ, Ганн отметил, что действие последней в основном разворачивается в реальных местах, причём из её героев проживают в Нью-Йорке, в то время как истории DC происходят в «вымышленной вселенной» с такими локациями, как Метрополис, Готэм-Сити, Фемискира и Атлантида; он добавил, что DCU с самого начала будет более спланированной, чем КВМ, благодаря группе сценаристов, работающих над общей историей DCU; DCU сосредоточена на традиционных супергероях с тайной личностью. Ещё одним отличием от КВМ было то, что многие из анонсированных проектов DCU были основаны на конкретных сериях комиксов и сюжетных арках по сравнению с подходом КВМ, использующей различные элементы из всей истории Marvel Comics. На следующий день после анонса группы проектов несколько из этих комиксов появились в списках бестселлеров, а некоторые были распроданы. Ганн стремился к тому, чтобы каждый проект DCU соответствовал видению их создателей, признавая, что у DC Comics часто были разные по тональности комиксы, такие как «Хранители», «Бэтмен. Возвращение Тёмного рыцаря» и «Супермен: Все звёзды», наряду с их мейнстримными работами; это также контрастировало с комиксами Marvel Comics, в которых многие выдающиеся персонажи были созданы примерно в одно и то же время одними и теми же создателями. Ганн также обсуждал темы смерти и воскрешения в DCU, заверив фанатов, что если персонаж умрёт, то, скорее всего, он останется мёртвым, но он был бы не против использовать любые методы из комиксов, такие как ямы Лазаря, чтобы вернуть к жизни любых персонажей, если это пойдёт истории на пользу, но чтобы при этом это не занижало ставок.
Когда Ганн и Сафран представили первые проекты из своего списка DCU, они сказали, что второй сезон «Миротворца» был отложен, пока Ганн был занят написанием сценария к «Супермену». В феврале 2023 года Ганн подтвердил, что «Миротворец» не был отменён, а в октябре он уточнил, что действие второго сезона будет происходить в непрерывности DCU. В декабре Ганн также заявил, что этот сезон станет частью «Главы первой». Изначально все телесериалы DCU были предназначены для показа на стриминговом сервисе Max, но в июне 2024 года WBD перенесло многие из запланированных высокобюджетных сериалов Max на HBO, начиная с 2025 года, включая предстоящие сериалы DCU; в конечном счёт Max вернул себе прежнее название HBO Max к середине 2025 года. В следующем месяце сериал Ривза про Аркхэм больше не разрабатывали.
В декабре 2024 года Ганн объяснил, что несмотря на то, что он раскрыл названия некоторых проектов из первой главы, а именно фильма «Отважный и смелый» и сериалов «Уоллер» и «Бустер Голд», он не даст добро на производство проекта, пока не будет доволен сценарием и пока он не будет «таким, каким я хочу его видеть». Вскоре после этого DC Studios одобрила сценарий Майка Флэнагана к фильму «Глиноликий», назначив дату его выхода на 11 сентября 2026 года. Ганн объяснил, что изначально не было планов на проект про Глиноликого, но он был впечатлён подходом Флэнагана к персонажу после того, как он представил несколько вариантов сценария, и решил дать зелёный свет проекту и найти способ включить его в более масштабные планы DCU. Он также выделил сценарии к «Супергёрл» и «Фонарям», из-за которых они стали первыми проектами, которыми дали зелёный свет, но подтвердил, что проект, которому дали зелёный свет, был «убит» к июню 2025 года, так как сценарий к нему не был готов; по сообщениям, это был «Сержант Рок». Ганн позже сказал, что у DCU не будет «фирменного стиля» и что авторы смогут привносить своё собственное видение в свои проекты. В то время режиссёр «Отважного и смелого» Энди Мускетти сообщил, что съёмки фильма были отложены, поскольку DC не хотели, чтобы фильм конфликтовал с выпуском фильма Ривза «Бэтмен. Часть 2» (2027). В феврале 2025 года Ганн и Сафран сказали, что они проявляют гибкость в отношении контента DCU, но намерены выпускать три фильма (два полнометражных и один анимационный) в год, а также два игровых сериала и два анимационных. У них был примерный план на шесть лет, который включал в себя проект-кроссовер, похожий на фильмы Marvel Studios про Мстителей, и в конечном итоге они планировали снять новый фильм о Лиге справедливости, но описали каждого персонажа и проект как «главы общей истории».

## Фильмы
| Фильмы                                | Дата выхода                  | Режиссёр(ы)                  | Сценарист(ы)                  | Продюсер(ы)                                        | Статус                       |                              |
| Глава первая: Боги и монстры          | Глава первая: Боги и монстры | Глава первая: Боги и монстры | Глава первая: Боги и монстры  | Глава первая: Боги и монстры                       | Глава первая: Боги и монстры | Глава первая: Боги и монстры |
| ------------------------------------- | ---------------------------- | ---------------------------- | ----------------------------- | -------------------------------------------------- | ---------------------------- | ---------------------------- |
| Супермен                              | 11 июля 2025                 | Джеймс Ганн                  | Джеймс Ганн                   | Питер Сафран и Джеймс Ганн                         | Выпущен                      |                              |
| Супергёрл                             | 26 июня 2026                 | Крэйг Гиллеспи               | Ана Ногейра                   | Питер Сафран и Джеймс Ганн                         | Постпроизводство             |                              |
| Глиноликий                            | 11 сентября 2026             | Джеймс Уоткинс               | Майк Флэнаган и Хуссейн Амини | Питер Сафран, Джеймс Ганн, Мэтт Ривз и Линн Харрис | Предпроизводство             |                              |
| Авторитеты                            | TBA                          | TBA                          | TBA                           | TBA                                                | В разработке                 |                              |
| Отважный и смелый                     | TBA                          | Энди Мускетти                | TBA                           | Питер Сафран, Джеймс Ганн и Барбара Мускетти       | В разработке                 |                              |
| Болотная тварь                        | TBA                          | Джеймс Мэнголд               | Джеймс Мэнголд                | TBA                                                | В разработке                 |                              |
| Безымянный фильм о Чудо-Женщине       | TBA                          | TBA                          | Ана Ногейра                   | TBA                                                | В разработке                 |                              |
| Другие фильмы                         |                              |                              |                               |                                                    |                              |                              |
| Безымянный фильм о Юных Титанах       | TBA                          | TBA                          | Ана Ногейра                   | TBA                                                | В разработке                 |                              |
| Безымянный фильм о Бэйне и Детстроуке | TBA                          | TBA                          | Мэттью Ортон                  | TBA                                                | В разработке                 |                              |
| Сержант Рок                           | TBA                          | TBA                          | Джастин Курицкис              | TBA                                                | В разработке                 |                              |
| Безымянный фильм о Супермене          | TBA                          | Джеймс Ганн                  | Джеймс Ганн                   | TBA                                                | В разработке                 |                              |

### «Супермен» (2025)
Хотя это и не история происхождения, фильм фокусируется на молодой версии Супермена как репортёра, взаимодействующего с ключевыми персонажами, такими как Лоис Лейн, когда он отправляется в путешествие, чтобы примирить своё криптонское наследие со своей человеческой семьёй в Смолвиле (штат Канзас). Сафран описал Супермена в фильме как «воплощение правды, справедливости и американского образа жизни; он — доброта в мире, который считает доброту старомодной».
К середине ноября 2022 года Джеймс Ганн уже работал над сценарием нового фильма DC, а в следующем месяце объявил, что это будет фильм о Супермене. Он сказал, что в фильме не будет сниматься Генри Кавилл из DCEU, так как сценарий сосредоточен на более молодой версии Супермена. Когда Ганн и Сафран представили первые проекты из своего списка DCU в январе 2023 года, фильм назывался «Супермен: Наследие». Ганн сказал, что фильм будет вдохновлён комиксом «Супермен: Все звёзды» (2005—2008) Гранта Моррисона и Фрэнка Куайтли, а также другими комиксами. В марте Ганн подтвердил, что он будет режиссёром фильма, а Сафран выступит продюсером. В июне Дэвид Коренсвет и Рэйчел Броснахэн получили роли Супермена и Лоис Лейн соответственно. Название фильма было затем сокращено до названия «Супермен» к концу февраля 2024 года, когда съемки начались в Норвегии, в то время как основные съёмки проходили на Trilith Studios в Атланте (штат Джорджия). Съёмки завершились 30 июля. Ганн и Сафран считают фильм истинным началом DCU. Премьера «Супермена» состоялась 7 июля 2025 года, а в кинотеатрах его начали показывать 11 июля.
Действие «Супермена» разворачивается после первого сезона мультсериала DCU «Монстры-коммандос» (2024), и Фрэнк Грилло возвращается к роли Рика Флага-старшего из мультсериала. Кроме того, в «Супермене», ещё до выхода собственного фильма, представлен член команды Авторитетов Анджела Спика / Инженер в исполнении Марии Габриэлы де Фарии, наряду с другими супергероями, включая Нейтана Филлиона в роли Зелёного Фонаря Гая Гарднера в то время как Шон Ганн исполняет роль Максвелла Лорда; Филлион и Ганн ранее появлялись в ролях Кори Питцнера / ЧРЧ (ЧленоРаздельного Чувака) и Ласки в «Миссии навылет», причём Ганн также озвучивал Ласку в «Монстрах-коммандос». Кроме того, Джон Сина и Танаше Каджесе возвращаются к своим ролям Кристофера Смита / Миротворца и партнёра АРГУСа Фло Кроули из «Миссии навылет», хотя в титрах они не указаны. В фильме также присутствует технология «Квантовая комната хранения» из первого сезона телесериала «Миротворец» (2022).

### «Супергёрл» (2026)
Описанный Ганном как «большой научно-фантастический эпик» и «красивая, звёздная история», фильм противопоставляет измученную героиню Кару Зор-Эл / Супергёрл, которая выросла на обломке разрушенной планеты Криптон и наблюдала, как все вокруг неё умирают, её двоюродному брату Супермену, которого вырастили на Земле любящие родители.
Когда Ганн и Сафран в январе 2023 года представили первые проекты из своего списка DCU, они включали экранизацию мини-серию комиксов «Супергёрл: Женщина завтрашнего дня» (2021—22) от Тома Кинга и Билкис Ивли. В ноябре 2023 года Ана Ногейра была нанята для написания сценария, а в январе 2024 года роль Супергёрл получила Милли Олкок, которая сначала дебютирует в «Супермене». В апреле 2024 года Крэйг Гиллеспи начал вести переговоры, чтобы стать режиссёром фильма, а в следующем месяце он получил эту должность. Съёмки фильма проходили с середины января по май 2025 года на Warner Bros. Studios Leavesden и в Лондоне, Англии и Шотландии. В июне 2025 года подзаголовок «Женщина завтрашнего дня» был удалён из названия. Премьера «Супергёрл» назначена на 26 июня 2026 года.
Джейсон Момоа будет исполнять роль Лобо. Ранее актёр играл Аквамена в DCEU.

### «Глиноликий» (2026)
Голливудская история в жанре боди-хоррор об актёре фильмов категории B, который употребляет некую субстанцию, чтобы остаться востребованным, но превращается в чудовище из глины.
В марте 2023 года режиссёр Майк Флэнаган и его партнёр по Intrepid Pictures Тревор Мэйси встретились с Ганном и Сафраном по поводу фильма о персонаже Глиноликом, в котором он не будет злодеем, каким его обычно изображают в комиксах. Если бы фильму дали добро, то в то время было неясно, будет ли он частью DCU или Elseworlds; также ожидалось, этот персонаж появится в фильме Мэтта Ривза «Бэтмен. Часть 2» (2027). В декабре 2024 года DC Studios дали добро на съёмки фильма для DCU по сценарию, написанному Флэнаганом. По тону Сафран сравнил фильм про Глиноликого с фильмом 1986 года «Муха». Было подтверждено, что Ривз будет продюсером фильма вместе с Линн Харрис из его компании 6th & Idaho Productions, но Флэнаган не смог стать режиссёром фильма, так как он был занят своим фильмом из франшизы «Изгоняющий дьявола» (2026) и телесериалом «Кэрри». В феврале 2025 года было подтверждено, что Алан Тьюдик не будет вновь озвучивать Глиноликого, как он это делал в «Монстрах-коммандос» и самостоятельном мультсериале «Харли Квинн» (2019—наст. время), так как это не была его основная роль в DCU. В то время на должность режиссёра наняли Джеймса Уоткинса, к маю Хуссейн Амини писал новый вариант сценария, а в июне Том Рис Харрис был утверждён на роль Глиноликого. Официальные съёмки начнутся в октябре 2025 года на студии Warner Bros. Studios Leavesden в Англии. «Глиноликий» выйдет в прокат 11 сентября 2026 года.

### «Авторитеты»
Ганн описал Авторитетов как команду, которая считает, что «мир полностью сломан. И единственный способ исправить это — взять всё в свои руки, будь то убийство людей, уничтожение глав государств, смена правительств, вы знаете, всё, что они хотят сделать, чтобы сделать мир лучше». Сафран сравнил морально сложную команду с персонажем Джека Николсона в фильме «Несколько хороших парней» (1992).
Когда Ганн и Сафран представили первые проекты из своего списка DCU в январе 2023 года, они включали фильм, основанный на команде супергероев Авторитеты, которая была создана Уорреном Эллисом и Брайаном Хитчем для независимого издательства комиксов WildStorm. DC Comics приобрела WildStorm, и её персонажи, включая Авторитетов, были представлены в серию комиксов DC в 2011 году. Аналогичным образом, Ганн и Сафран намеревались включить персонажей WildStorm в свою собственную историю Вселенной DC, начиная с Авторитетов. Ганн сказал, что фильм был его страстным проектом, и он работал над его набросками вместе с другими сценаристами DC Studios. К февралю 2025 года другие проекты стали более приоритетными по сравнению с «Авторитетами», когда Ганн сказал, что фильм был очень масштабным и что работа над сценарием шла с трудом.
Ганн сказал, что фильм будет связан с «Суперменом».

### «Отважный и смелый»
В фильме рассказывается о членах «Бэт-семьи», в том числе о сыне Бэтмена, Дэмиэне Уэйне, в качестве Робина. Ганн сказал, что фильм будет «странной историей отца и сына» о Бэтмене и Робине.
После того, как были наняты Ганн и Сафран, Заслав сказал об их новом плане для DCU: «Там не будет четырёх Бэтменов». Когда месяц спустя Ганн и Сафран представили первые проекты из своего списка DCU, среди них был «Отважный и смелый», который представляет версию Бэтмена из DCU. Ганн сказал, что фильм был основан на работах Гранта Моррисона в комиксах с 2006 по 2013 год. Было подтверждено, что Бен Аффлек не вернётся к своей роли Бэтмена из DCEU, в то время как версия Бэтмена от Мэтта Ривза будет двигаться вперёд отдельно от версии DCU под лейблом DC Elseworlds. В июне 2023 года режиссёром ленты стал постановщик «Флэша» Энди Мускетти, а его сестра Барбара стала продюсером наряду с Ганном и Сафраном. К декабрю 2024 года Мускетти сказал, что разработка фильма была отложена, так как у него были другие обязательства и чтобы он не конфликтовал со съёмками продолжения «Бэтмена» Ривза. К февралю 2025 года для фильма был нанят сценарист, который тесно сотрудничал с Ганном в работе над сценарием. Тогда Мускетти не принимал активного участия в проекте, но Сафран сказал, что ему покажут сценарий, как только он будет готов.

### «Болотная тварь»
Готический фильм ужасов, исследующий «тёмное начало» Болотной твари.
В декабре 2022 года сообщалось, что режиссёр Джеймс Мэнголд был заинтересован в работе с Ганном и Сафраном над проектом DCU. Когда пара в январе 2023 года представила первые проекты из своего списка DCU, они включали в себя новый фильм про Болотную тварь. Ганн сказал, что для него потребуется особое вдохновение из серии комиксов Алана Мура «Сага о Болотной твари» 1984—85 годов выпуска. После объявления Мэнголд опубликовал изображение Болотной твари в социальных сетях. На следующий день было подтверждено, что он ведёт переговоры по поводу написания сценария и постановке фильма, но ожидалось, что он не начнёт работу над ним, пока не завершит фильм «Индиана Джонс и Колесо судьбы» (2023) и байопик о Бобе Дилане под названием «Боб Дилан: Никому не известный». Участие Мэнголда было подтверждено в апреле того же года, когда он начал писать сценарий. В то же время он работал над запланированным фильмом по «Звёздным войнам» и не был уверен, какой проект будет продвигаться первым. Ганн описал «Болотную тварь» как страстный проект Мэнголда.
Несмотря на то, что по тону фильм был мрачнее других проектов DCU, Ганн и Сафран намеревались сделать так, чтобы Болотная тварь была взаимосвязана с остальной частью DCU.

### Безымянный фильм о Чудо-Женщине
В июне 2025 года Ганн раскрыл, что в разработке находится новый фильм о Чудо-женщине, который производится отдельно от сериала «Потерянный рай». В июле 2025 года сообщалось, что Ана Ногейра напишет сценарий к фильму, написав до этого сценарии к «Супергёрл» и «Юным Титанам».

### Безымянный фильм о Юных Титанах
В марте 2024 года DC анонсировала фильм о команде супергероев, известной как Юные Титаны, сценарий к которому напишет Ана Ногейра. Ганн и Сафран подтвердили, что к февралю 2025 года Ногейра работала над сценарием, и что он находился на «очень ранней стадии», но работа над фильмом была отодвинута на второй план, когда Ногейра вместо этого начала работать над фильмом о Чудо-женщине.

### Безымянный фильм о Бэйне и Детстроуке
В сентябре 2024 года стало известно, что в разработке находится совместный фильм о злодеях Бэйне и Детстроуке, сценарий к которому напишет Мэттью Ортон. Было подтверждено, что Ортон напишет сценарий для фильма DC Studios в феврале 2025 года, хотя Ганн сказал, что его история не была специально сосредоточена на этих персонажах, но была похожа на это. Ожидается, что съемки будут проходить на Warner Bros. Studios Leavesden в Англии в 2025 году.

### «Сержант Рок»
В фильме сержант Рок объединяется с женщиной-бойцом французского сопротивления, чтобы найти Копьё Судьбы раньше нацистов. Сафран описал фильм как историю о Второй мировой войне, которая исследует героизм и конфликт.
К концу ноября 2024 года Джастин Курицкис написал сценарий для фильма с участием сержанта Рока. Лука Гуаданьино и Дэниел Крэйг вели переговоры о том, чтобы первый стал режиссёром фильма, а второй — исполнил главную роль, после их совместной работы с Куритцкисом над фильмом «Квир» (2024). Несмотря на то, что проект мог развалиться, если бы сделки с Гуаданьино и Крэйгом не состоялись, в DC Studios заявили, что они «настроены оптимистично» в отношении сценария Куритцкиса, и ожидалось, что это будет следующий фильм Гуаданьино до запланированной им экранизации романа «Американский психопат» (1991). Крэйг не был закреплён за ролью и отказался от неё к февралю 2025 года, как сообщается, из-за конфликтов в расписании и своего недовольства от того, как приняли фильм «Квир». В марте Колин Фаррелл начал переговоры по поводу того, чтобы сыграть главную роль, но в конце апреля производство было приостановлено из-за проблем со съёмками на локации, но потенциально может возобновиться позже в том же году, и съёмки могут начаться в середине 2026 года. В июне Ганн заявил, что работа над фильмом была приостановлена, потому что он «не совсем был тем, что я хотел бы видеть в творческом плане», и чувствовал, что сначала нужно «немного изменить» его. Он подтвердил, что фильм будет сделан, и в следующем месяце сказал, что Гуаданьино больше не участвует в проекте.

### Безымянный фильм о Супермене
В июне 2025 года Ганн сказал, что он начал писать продолжение «Супермена», которое не будет прямым сиквелом, но у Супермена в нём будет главная роль. У Коренсвета и Броснахан есть вероятность появиться в потенциальном продолжении, но после выхода «Супермена» в июле не ожидалось, что в ближайшее время будет объявлено о прямом продолжении. В августе Заслав подтвердил, что Ганн является сценаристом и режиссёром следующего фильма про «Супер-Семью», для которого Ганн закончил расширенный синопсис. Он описал его как следующую историю в «Саге о Супермене» и выразил надежду, что производство начнётся в ближайшее время.

## Телесериалы
| Сериал                         | Сезон                        | Сезон                        | Эпизоды                      | Показ                        | Показ                        | Сеть                         | Шоураннер(ы)                   | Статус                       |                              |
| Сериал                         | Сезон                        | Сезон                        | Эпизоды                      | Премьера сезона              | Финал сезона                 | Сеть                         | Шоураннер(ы)                   | Статус                       |                              |
| Глава первая: Боги и монстры   | Глава первая: Боги и монстры | Глава первая: Боги и монстры | Глава первая: Боги и монстры | Глава первая: Боги и монстры | Глава первая: Боги и монстры | Глава первая: Боги и монстры | Глава первая: Боги и монстры   | Глава первая: Боги и монстры | Глава первая: Боги и монстры |
| ------------------------------ | ---------------------------- | ---------------------------- | ---------------------------- | ---------------------------- | ---------------------------- | ---------------------------- | ------------------------------ | ---------------------------- | ---------------------------- |
| Монстры-коммандос              |                              | 1                            | 7                            | 5 декабря 2024               | 9 января 2025                | Max                          | Дин Лори                       | Выпущен                      |                              |
| Миротворец                     |                              | 2                            | 8                            | 21 августа 2025              | 9 октября 2025               | HBO Max                      | Джеймс Ганн                    | Завершён                     |                              |
| Фонари                         |                              | 1                            | 8                            | Начало 2026-го               | TBA                          | HBO                          | Крис Манди                     | Завершён                     |                              |
| Бустер Голд                    |                              | 1                            | TBA                          | TBA                          | TBA                          | HBO Max                      | Дэвид Дженкинс                 | Пилот заказан                |                              |
| Уоллер                         |                              | 1                            | TBA                          | TBA                          | TBA                          | HBO Max                      | Кристал Генри и Джереми Карвер | В разработке                 |                              |
| Потерянный рай                 |                              | 1                            | TBA                          | TBA                          | TBA                          | HBO Max                      | TBA                            | В разработке                 |                              |
| Другие сериалы                 |                              |                              |                              |                              |                              |                              |                                |                              |                              |
| Безымянный сериал о Синем Жуке |                              | 1                            | TBA                          | TBA                          | TBA                          | TBA                          | Мигель Пуга                    | В разработке                 |                              |
| Монстры-коммандос              |                              | 2                            | TBA                          | TBA                          | TBA                          | HBO Max                      | Дин Лори                       | В разработке                 |                              |
| Мистер Чудо                    |                              | 1                            | TBA                          | TBA                          | TBA                          | TBA                          | Том Кинг                       | В разработке                 |                              |

### «Монстры-коммандос» (2024—наст. время)
После событий первого сезона «Миротворца» Аманда Уоллер больше не может подвергать человеческие жизни опасности из-за своих тайных операций, как она это делала с Отрядом самоубийц и Командой Миротворца. Вместо этого она собирает секретную оперативную команду монстров, состоящую из Нины Мазурской, доктора Фосфора, Эрика Франкенштейна, Невесты, G.I. Робота и Ласки, которыми руководит Рик Флаг-старший.
Ганн обсуждал создание анимационного сериала для Max после успеха «Миротворца». Он, без какого-либо договора, написал семисерийный сериал, основанный на команде монстров «Монстры-коммандос». После того, как его наняли руководить DC Studios, Ганн дал проекту зелёный свет. Когда Ганн и Сафран представили первые проекты из своего списка DCU в январе 2023 года, первым проектом был «Монстры-коммандос». Warner Bros. Animation выступает со-продюсером сериала, в то время как Дин Лори выступил в качестве шоураннера, а Ив «Балак» Бижерель — в качестве главного режиссёра. В апреле был утверждён основной актёрский состав, и в него входят Фрэнк Грилло в роли Рика Флага-старшего и Индира Варма в Невесты Франкенштейна, которая, по словам Ганна, является главной героиней сериала. Запись голосов началась к маю 2023 года и была завершена к августу того же года. Первый сезон «Монстров-коммандос» вышел 5 декабря 2024 года и выходил по 9 января 2025 года в качестве «аперитива» к DCU перед «Суперменом». В декабре 2024 года сериал был продлён на второй сезон. К июню 2025 года началось производство второго сезона.
Шон Ганн возвращается к своей роли Ласки из «Отряда самоубийц: Миссия навылет», в то время как Виола Дэвис и Стив Эйджи вновь исполняют свои соответствующие роли Уоллер и Джона Экономоса как из фильма, так и из сериала «Миротворец». Сериал в целом признаёт основные события «Миссии навылет», такие как гибель сына Флага, Рика Флага-мл. (Джоэл Киннаман), от рук Миротворца во время «Проекта „Морская звезда“» на Корто-Мальтезе. В мультсериале присутствуют члены роты Easy, в которую входил G.I. Робот: Мори Стерлинг в роли сержанта Рока, Робби Дэймонд в роли Маленького Верного Выстрела и Пол Бен-Виктор в роли Бульдозера.

### «Миротворец» (2 сезон)
В феврале 2022 года HBO Max анонсировал второй сезон «Миротворца», и Ганн должен был стать сценаристом и режиссёром всех серий в сезоне. В феврале 2023 года Ганн сказал, что работа над сезоном продолжится после съёмок «Уоллер», позже сказав, что это будет его следующий проект после «Супермена». Ганн уже писал сценарий сезона к октябрю того же года, когда он подтвердил, что его действие будет происходить в непрерывности DCU. В марте 2024 года Ганн сообщил, что съёмки «Уоллер» были отложены, и сначала будет выпущен второй сезон «Миротворца». Съёмки должны были начаться позже, в 2024 году, одновременно с «Суперменом». Это означало, что Ганн больше не сможет быть режиссёром всех эпизодов. Съёмки начались 13 апреля с «предварительную съёмку», перед основными съёмками, которые начались в июне и завершились в конце ноября 2024 года. Сезон должен выходить с 21 августа 2025 года по 9 октября 2025 года.
Действие сезона разворачивается после событий «Монстров-коммандос» и через месяц после событий «Супермена». Фрэнк Грилло возвращается к своей роли Рика Флага-ст., в то время как Изабела Мерсед, Нейтан Филлион и Шон Ганн также возвращаются из последнего проекта в ролях Кендры Сондерс / Девушки-ястреб, Зелёного Фонаря Гая Гарднера и Максвелла Лорда. Ганн заявил, что сезон является прямым повествовательным продолжением событий «Супермена» и будет содержать связи с более широкой сюжетной линией DCU.

### «Фонари»
Хэл Джордан и Джон Стюарт, два Зелёных Фонаря (межгалактические герои, которые носят кольца, дающие им экстраординарные способности), расследуют тайну на Земле.
В декабре 2022 года Ганн подтвердил, что персонажи Зелёного Фонаря станут важной частью новой DCU. Когда месяц спустя он и Сафран представили первые проекты из своего списка DCU, в него входил «Фонари», новая итерация давно разрабатываемого сериала про Зелёных Фонарей. Сафран сказал, что сериал будет детективной историей, действие которой происходит на Земле, и «грандиозным событием уровня HBO» в стиле сериала «Настоящий детектив» (2014 — наст. время). К концу мая 2024 года Крис Манди, Том Кинг и Деймон Линделоф написал сценарий к пилотному эпизоду и библию сериала для «Фонарей». Манди выступает в качестве шоураннера восьмисерийного сериала, который выйдет на канале HBO. В октябре 2024 года Кайл Чендлер и Аарон Пьер получили соответствующие роли Хэла Джордана и Джона Стюарта, в то время как Джеймс Хоуз стал режиссёром первых двух эпизодов и исполнительным продюсером. Съёмки начались в середине февраля и продлятся до начала июля 2025 года в Лос-Анджелесе. Премьера «Фонарей» запланирована на начало 2026 года.
Сафран сказал, что тайна, которую Джордан и Стюарт расследуют в сериале, ведёт к основной сюжетной линии DCU. Нейтан Филлион возвращается к своей роли Зелёного Фонаря Гая Гарднера из предыдущих проектов DCU.

### «Бустер Голд»
Майк Картер / Бустер Голд — опозоренная бывшая звезда футбола 25-го века, который путешествует назад во времени, чтобы выдать себя за супергероя, используя базовые технологии будущего.
Когда Ганн и Сафран в январе 2023 года представили первые проекты из своего списка DCU, в него входил «Бустер Голд», «откровенно комедийный» сериал, действие которого разворачивается в DCU. Один шоураннер выразил заинтересованность в участии в проекте, но в конечном итоге отказался от него к февралю 2025 года. В июле 2025 года сообщалось, что сериал «развивается» на HBO Max, и что Дэвид Дженкинс был нанят, чтобы написать сценарий к пилотному эпизоду и быть шоураннером, если сериал будет двигаться дальше; Дженкинс перенял руководство сериалом у Дэнни Макбрайда.

### «Уоллер»
«Уоллер» продолжает историю Аманды Уоллер и «Команды Миротворца».
В мае 2022 года стало известно, что в разработке находится сериальный спин-офф «Миротворца» с участием Аманды Уоллер, а Кристал Генри является сценаристом и исполнительным продюсером наряду с Ганном и Сафраном. Когда Ганн и Сафран представили первые проекты из своего списка DCU в январе 2023 года, вторым проектом был «Уоллер», который, по словам Ганна, станет продолжением «Миротворца», потому что второй сезон этого сериала был отложен, в то время как Ганн сосредоточился на остальной части списка DCU. Генри была назначена со-шоураннером «Уоллер» вместе с Джереми Карвером, а Виола Дэвис, как было подтверждено, вернётся к своей роли Уоллер из «Миротворца» и DCEU. Релиз сериала был запланирован на 2024 год в качестве «аперитива» для DCU перед «Суперменом», но производство было отложено из-за трудовых споров в Голливуде 2023 года, и теперь сериал выйдет после второго сезона «Миротворца». В феврале 2025 года Ганн сказал, что сериал впоследствии был переосмыслен так, чтобы его действие происходило после этого сезона, и что он изо всех сил старался усовершенствовать сценарий.
Дополнительные актёры из «Миротворца» вернутся к своим ролям в сериале, включая Стива Эйджи в роли Джона Экономоса.

### «Потерянный рай»
Этот сериал представляет собой политическую драму о интригах и борьбе за власть на полностью женском острове Фемискира до рождения Чудо-женщины.
В декабре 2022 года стало известно, что Дженкинс больше не разрабатывает продолжение «Чудо-женщины» и «Чудо-женщины 1984» после того, как Ганн и Сафран сказали ей, что такой фильм не вписывается в их новые планы. Когда Ганн и Сафран месяц спустя представили первые проекты из своего списка DCU, среди них был «Потерянный рай», который они сравнили с «Игрой престолов». Название похоже на «Потерянный райский остров», сюжетную линию комиксов Фила Хименеса и Джорджа Переса о гражданской войне на Фемискире.

### Безымянный сериал о Синем Жуке
В июне 2024 года стало известно, что Warner Bros. Animation разрабатывает анимационный сериал о Хайме Рейесе / Синем Жуке для DCU. Предполагалось, что он будет основан на фильме DCEU «Синий Жук», но расскажет свою собственную историю, и в случае успеха может привести к тому, что звезда этого фильма Шоло Маридуэнья сыграет главную роль в фильме DCU. Мигель Пуга работал над сериалом с начала 2024 года и, как ожидалось, будет выступать в качестве шоураннера и режиссёра. Кристиан Мартинес был назначен сценаристом, а режиссёр фильма Анхель Мануэль Сото, сценарист Гарет Даннет-Алькосер и продюсер Джон Рикард — исполнительными продюсерами. Было заявлено, что контракты с основным актёрским составом «находятся в постоянном движении», но DC Studios получила положительные ответы, когда спрашивала актёров фильма о готовности вернуться в своим ролям. В июле Маридуэнья подтвердил, что он вернётся к своей роли Синего Жука в сериале, и в феврале 2025 года сказал, что премьера сериала запланирована на 2026 год.

### «Мистер Чудо»
В июне 2025 года стало известно, что Warner Bros. разрабатывает анимационный сериал для взрослых, основанный на серии комиксов о Мистере Чудо, написанных писателем Томом Кингом. Сам автор будет выступать в качестве шоураннера и исполнительного продюсера.

## Короткометражные фильмы

### Серия фильмов о Крипто
В феврале 2025 года была анонсирована серия из четырёх короткометражных фильмов, посвященных Крипто Суперпсу. Предполагается, что короткометражки будут выходить ежегодно, а первый фильм выйдет в конце 2025 года, после дебюта Крипто в «Супермене» (2025).

## Видеоигры
После объявления о первоначальных проектах DCU Ганн подтвердил планы включить новые видеоигры в общую сюжетную линию DCU и сказал, что эти игры будут использоваться для рассказа новых историй, которые могли бы заполнить пробелы между фильмами и сериалами. Они также разрабатывались так, чтобы зрители, которые не играют в видеоигры, не потеряли какие-либо общие элементы сюжета. Он ожидал, что на создание игр уйдёт около четырёх лет. К январю 2024 года Warner Bros. Games разрабатывала видеоигры для DCU.

## Хронология
Во вступительном тексте фильма «Супермен» содержится множество предварительных деталей, касающихся хронологии вселенной, например, сообщество металюдей впервые появилось примерно за 300 лет до событий фильма. В более поздней сцене фильма изображена фреска в Зале Справедливости, на которой проиллюстрирована деятельность определённых героев, таких как Безмолвный рыцарь, Чёрный пират, Дикий Кот, Аметист, принцесса Мира самоцветов, Спектр и Джей Гаррик / Флэш, среди прочих, в рамках этого периода времени. Младенец Кал-Эл был отправлен на Землю с планеты Криптон его родителями Джор-Элом и Ларой Лор-Ван, и впоследствии был найден и усыновлён Джонатаном и Мартой Кент в Смолвиле, Канзас, за три десятилетия до событий фильма. Будучи воспитанным как Кларк Кент, он дебютировал в качестве Супермена в этом мире за три года до событий фильма.
В «Главе первой: Боги и монстры» действие «Супермена» разворачивается после событий первого сезона «Монстра-коммандос», в то время как действие второго сезона «Миротворца» разворачивается после них обоих, причём Ганн описывает его как прямое продолжение событий фильма.
Фильм «Флэш» (2023), действие которого разворачивается в франшизе Расширенная вселенная DC (DCEU), должен был перезапустить линию времени, чтобы можно было закрепить Вселенную DC (DCU) в качестве «мягкого перезапуска», которая в значительной степени отменит предыдущий канон, но позволит включать определённых персонажей и актёров из предыдущей франшизы. Несмотря на это, Джеймс Ганн сказал, что в DCU останется «приблизительная память» о событиях, показанных в проектах DCEU «Отряд самоубийц: Миссия навылет» (2021) и первый сезон «Миротворца» (2022). Позже он пояснил, что «Миссия навылет» не будет включена в DCU, но некоторые события из этого фильма будут каноном для DCU, если они будут упомянуты в каком-либо из проектов DCU. Одним из таких примеров является то, что в «Монстрах-коммандос» признали «Проект „Морская звезда“», миссию Оперативной группы X на Корто-Мальтезе, в результате которой погиб сын Рика Флага-ст., Рик Флаг-мл., от рук Миротворца, и появления других бывших членов Оперативной группы X во время этой миссии, таких как Ласка. Ганн объяснил, что большая часть событий из первого сезона «Миротворца» являются каноном для DCU, за исключением эпизодического появления Лиги справедливости в финале сезона, поскольку эта команда ещё не была сформирована в новой сюжетной линии.
Во втором сезоне «Миротворца» также будет представлена концепция мультивселенной в рамках DCU с использованием Квантовой разворачивающейся комнаты отца Миротворца, которую можно было увидеть в первом сезоне, и Ганн уточнил, что это является «расширением» технологии портала, которая была у Лекса Лютора в «Супермене», подтвердив, что в DCU уже существует по меньшей мере 100 альтернативных реальностей.

## Повторяющиеся актёры и персонажи
В этом разделе указаны персонажи, которые появятся или появились во различных проектах DCU.
- Серый цвет — персонаж не появляется в фильме или телесериале, или его появление ещё не было официально подтверждено.
- R — повторяющаяся роль в фильме или телесериале.
- U — в титрах не указан.
- V — только озвучка.

| Персонаж                      | Фильмы         | Фильмы      | Телесериалы                   | Телесериалы            | Телесериалы    | Телесериалы |  |
| Персонаж                      | Супермен       | Супергёрл   | Монстры-коммандос (1-й сезон) | Миротворец (2-й сезон) | Фонари         | Уоллер      |  |
| ----------------------------- | -------------- | ----------- | ----------------------------- | ---------------------- | -------------- | ----------- |  |
| Джон Экономос                 |                |             | Стив ЭйджиVR                  | Стив Эйджи             |                | Стив Эйджи  |  |
| Рик Флаг-ст.                  | Фрэнк Грилло   |             | Фрэнк ГриллоV                 | Фрэнк Грилло           |                |             |  |
| Гай Гарднер Зелёный Фонарь    | Нейтан Филлион |             |                               | Нейтан Филлион         | Нейтан Филлион |             |  |
| Кендра Сондерс Девушка-ястреб | Изабела Мерсед |             |                               | Изабела Мерсед         |                |             |  |
| Максвелл Лорд                 | Шон Ганн       |             |                               | Шон Ганн               |                |             |  |
| Крис Смит Миротворец          | Джон СинаU     |             |                               | Джон Сина              |                |             |  |
| Аманда Уоллер                 |                |             | Виола ДэвисVR                 |                        |                | Виола Дэвис |  |
| Кара Зор-Эл Супергёрл         | Милли ОлкокU   | Милли Олкок |                               |                        |                |             |  |

## Реакция

### Кассовые сборы
| Фильм      | Дата выхода (США) | Сборы        | Сборы             | Сборы         | Бюджет         | Прим.           |
| Фильм      | Дата выхода (США) | США и Канада | Другие территории | Мировые сборы | Бюджет         | Прим.           |
| ---------- | ----------------- | ------------ | ----------------- | ------------- | -------------- | --------------- |
| «Супермен» | 11 июля 2025      | $334,753,133 | $250,300,000      | $585,053,133  | $225 миллионов | [ 214 ] [ 215 ] |
| Итого      | Итого             | $334 753 133 | $250 300 000      | $585 053 133  |                |                 |

### Реакция критиков и зрителей
| Фильм                           | Критики         | Критики         | Зрители     | Зрители  |
| Фильм                           | Rotten Tomatoes | Metacritic      | CinemaScore | PostTrak |
| ------------------------------- | --------------- | --------------- | ----------- | -------- |
| «Монстры-коммандос» (1-й сезон) | 95% (41 отзыв)  | 74 (12 отзывов) | N/A         | N/A      |
| «Супермен»                      | 83% (471 отзыв) | 68 (58 отзывов) | A−          | 86%      |

## DC Elseworlds
При объявлении первых проектов для DCU в январе 2023 года, Ганн сказал, что любой проект, который не вписывается в общую вселенную DCU, впоследствии будет выпущен под леблом «DC Elseworlds» (с англ. — «DC: Иные миры»). Схожим образом DC Comics использует импринт Elseworlds для обозначения комиксов, которые отделены от основной серии. Сафран сказал, что существует высокая планка, которой должны соответствовать проекты, не связанные с DCU, чтобы получить зелёный свет.
Следующие проекты были подтверждены как часть лейбла «DC Elseworlds»:
- Анимационный сериал «Юные титаны, вперёд!» (2013 — наст. время)[221]
- Фильмы режиссёра Тодда Филлипса «Джокер» (2019) и «Джокер: Безумие на двоих» (2024)[221][222]
- Анимационный сериал «Харли Квинн» (2019 — наст. время)[223]
- Игровой сериал «Супермен и Лоис» (2021—2024)[53]
- Общая вселенная Бэтмена режиссёра Мэтта Ривза:
  - Фильмы «Бэтмен» (2022) и «Бэтмен. Часть 2» (2027)[221][222], а также разрабатывающийся третий фильм о Бэтмене[224]
  - Сериальный спин-офф «Пингвин»[221][222], а также разрабатывающийся сериал про Полицию Готэм-Сити[224]
- Запланированный фильм о чёрном Супермене от сценариста Та-Нехаси Коутса и продюсера Дж. Дж. Абрамса[221][225]
- Запланированный сиквел фильма «Константин» (2005), к которому вернулись режиссёр Фрэнсис Лоуренс и актёр Киану Ривз[226][227]
- Оригинальные анимационные фильмы вселенной DC[228]
- Анимационный фильм «Весёлый маленький Бэтмен» (2023)[229]
- Запланированный анимационный фильм основаный на комиксе «Лига Юрского периода», по сценарию Брайна Линча и спродюсированый Ганном и Сафраном[230][231].
- Анимационные фильмы «Старфайр!», «Мои приключения с Зелёным Фонарём» и «DC Супер силы»[232].